# Cotoneaster polyanthema
Cotoneaster polyanthema är en rosväxtart som beskrevs av E. Wolf. Cotoneaster polyanthema ingår i släktet oxbär, och familjen rosväxter. Inga underarter finns listade i Catalogue of Life.